# Batalla de Alesia
La batalla de Alesia o el sitio de Alesia fue un enfrentamiento militar librado en el año 52 a. C., en la capital de la tribu gala de los mandubios, la fortaleza homónima. En ella se enfrentaron las legiones de la República romana dirigidas por el procónsul Cayo Julio César, sus legados Tito Labieno y Cayo Trebonio y con Marco Antonio al mando de su caballería, con una confederación de tribus galas liderada por Vercingétorix, jefe de los arvernos. Fue una batalla decisiva que aseguró la victoria final de los romanos en la larga guerra de las Galias, las pocas tribus que siguieron resistiendo después fueron vencidas al año siguiente y en el 50 a. C. el territorio conquistado, conocido como Galia Comata, sería convertido en provincia romana. El Senado romano se negó a otorgar a César los honores por su conquista, siendo uno de los factores desencadenantes de la guerra civil de los años 49 a  45 a. C.
El sitio de Alesia es considerado uno de los grandes éxitos militares de César e incluso en la actualidad es utilizado como un ejemplo clásico de sitio. Ha sido descrito por numerosos autores de la época, incluyendo a César en el libro VII de sus Comentarios a la guerra de las Galias. 

## Antecedentes

### Conquista de la Galia
La conquista de la Galia allende los Alpes comenzó con las campañas de los cónsules Cneo Domicio Enobarbo en 122 a. C. y Quinto Fabio Máximo en 121 a. C.. Convirtieron a la colonia griega de Masalia en foederati de la República y derrotaron a los alóbroges y arvernos con apenas 30 000 soldados. Las fuentes romanas afirman que en la batalla decisiva con los segundos, en un puente que cruzaba el Ródano, las legiones perdieron 15 efectivos y los arvernos 120 000, 130 000 o 150 000 de sus 180 000 a 200 000 guerreros. Poco después, los alóbroges también se rindieron.
El rey arverno Bituito fue exhibido en el triunfo de Fabio. Su hijo, Congonetiaco, fue enviado como rehén a Roma. Este último, por su victoria, recibió el cognomen ex virtute de Alobrógico. Así nació la provincia de la Galia Transalpina, que sirvió de base para las conquistas posteriores.
Después de acabar su consulado y gracias a lo pactado en el Primer Triunvirato, Cayo Julio César recibió por un lustro el gobierno de las provincias de la Transalpina e Iliria, a las que se sumó la Galia Cisalpina al morir repentinamente su gobernador, Quinto Cecilio Metelo Céler. Para continuar ascendiendo en la política de la República, César necesitaba riquezas y victorias militares, y cuando a principios de marzo del 58 a. C. asumió el gobierno de esas provincias más el mando de cuatro legiones vio su oportunidad.
César, con el pretexto de impedir la migración de los helvecios hacia el oeste a través de la provincia de Narbonense o el territorio de sus aliados, los eduos, empezó a intervenir en los asuntos internos de las tribus. Después de vencer a los helvecios (58 a. C.), siguió con la Galia Bélgica (57 a. C.), Armórica y Aquitania (56 a. C.). También enfrentó a los pueblos germánicos, destacando la derrota de Ariovisto en el 58 a. C. Fue el primer romano en cruzar el Rin, en 55 y 53 a. C., y en explorar Britania, en 55 y 54 a. C.

César tardo varios años en pacificar la Galia. En parte porque esta se extendía por un territorio muy amplio que César intentaba pacificar con un ejército pequeño en comparación.

Durante sus campañas César combinó agresividad, velocidad y riesgo para acorralar y aniquilar a sus enemigos, algo que haría también en Alesia. Esto le permitió compensar su principal debilidad: la inferioridad numérica. También demostró ser un excelente motivador que sabía animar a sus hombres para dar lo mejor sin importar las circunstancias. Esto se sumaba a que mandaba un ejército profesional nacido de las reformas de Cayo Mario cuyas unidades podían superar fácilmente a los celtas, que daban más valor al guerrero individual, y tenían por columna vertebral a los rigurosos y valientes centuriones. Los legionarios estaban entrenados para pensar y actuar por iniciativa propia si la situación lo exigía, como para obedecer ciegamente a sus oficiales. Su fuerza estaba en la disciplina de sus formaciones.
Otro aspecto en que los romanos mostraron su superioridad en la guerra de asedio, donde César solía realizar circunvalaciones para aislar las ciudades hostiles, algo que debilitaba la moral de los defensores, que muchas veces se rendían en cuanto empezaban las obras. El procónsul realizó no menos de 17 y venció en todos menos en Gergovia. También eran extremadamente móviles, sorprendiendo a los poco funcionales ejércitos celtas. Muchas tribus entendieron que no podían vencer y prefirieron someterse pacíficamente.

El problema era que todas las tribus celtas de la Galia tenían sus propios planes y era muy difícil, a menos que derrotase a cada tribu, establecer la paz. César se vio obligado a luchar con cada una de las tribus y cuando las hubo derrotado, entonces pudo tener la esperanza de garantizar una especie de paz general.

El último gran aspecto a favor de los romanos era la diplomacia. Hábilmente supieron explotar los conflictos tribales para reclutar aliados y vencer a sus enemigos uno por uno. Los galos estaban divididos en doscientas o trescientas tribus; las numerosas más pequeñas eran vasallas de las pocas más grandes. La población de estas comunidades variaba de 50 000 a 200 000 personas en promedio.

### Aires de rebelión
Las victorias en el campo de batalla no garantizaban la subyugación de un pueblo molesto por la ocupación. En el invierno del 54 a 53 a. C., en Aduátuca, actual Tongres, unas 15 cohortes de la XIII legión mandadas por los legados Quinto Titurio Sabino y Lucio Aurunculeyo Cota, son emboscadas por los eburones de Ambiórix. Casi todos los romanos, incluyendo sus comandantes, murieron. Poco después, el campamento romano en Namur fue sitiado por los aduáticos y nervios pero logró resistir al mando del legado Quinto Tulio Cicerón, hermano menor del famoso orador Marco Tulio Cicerón. Cuando los muertos y heridos sumaban el 90% de la legión, llegó César con otras dos y pudo liberar a los defensores. Posteriormente los romanos se la pasaron pacificando la Galia Belga con 10 legiones. Mientras la mayoría estaban en territorio de los senones, dos pares fueron enviados con los tréveros y lingones. En esta campaña Labieno consiguió una gran victoria contra los tréveros. Después cruzaron el Rin para castigar a los germánicos que ayudaban a los rebeldes. Vino después una campaña de castigo contra los belgas en que quemaron sus cosechas hasta que estos se rindieron por hambre. Por su derrota en esta campaña, los belgas aportarían contingentes bastante menores en la rebelión general del año siguiente.

### Rebelión general
En el invierno del 53-52 a. C., la agitación en la Galia volvió a activarse mientras César estaba en la Cisalpina por cuestiones políticas y administrativas. Todo comenzó cuando los carnutos masacraron a todos los ciudadanos romanos en Cénabo, actual Orleans. Los celtas necesitaban un caudillo que entendiera la manera de luchar de los romanos y que ninguna tribu podía vencer sola a sus legiones, alguien que las uniera contra el enemigo común y ese líder estaba por aparecer.
Las noticias llegaron a un joven noble de la poderosa tribu de los arvernos, Vercingétorix, hijo de Celtilo, quien empezó a reunir partidarios y les convenció de unirse a la rebelión. Fue expulsado de Gergovia, capital de su gente, por la nobleza pro-romana, pero convenció en la campiña a la gente más empobrecida por la conquista romana de ayudarlo y con un ejército volvió a la villa y asumió el mando de su pueblo. Se proclamó rey de su tribu y envió mensajeros para que sus vecinos le apoyaran, así que pronto las numerosas naciones sublevadas reconocieron su mando.
César salió para Narbona y ahí armó las milicias locales y trajo reclutas de la península itálica. Cruzó los Cevenas cubiertos de nieve y marcha sobre territorio de los lingones, específicamente Agendico, actual Sens, donde deja el grueso del bagaje y concentra a sus tropas. Rápidamente toma los oppidum (villas fortificadas rodeadas por un murus gallicus ubicadas en colinas o valles y a cuyo alrededor se establecían las aldeas) de Vellaunoduno de los senones, actual Villon, Cénabo de los carnutos, actual Orléans, Novioduno, actual Nouan-le-Fuzelier, y Avárico, actual Bourges, de los bituriges. Después de perder Novioduno, Vercingétorix decidió practicar una guerra de guerrillas y de tierra arrasada, evitando enfrentar frontalmente a las legiones en batallas campales o en asedios, donde eran superiores. En cambio, aprovechando que los romanos eran un relativamente pequeño ejército en tierra extranjera y que los celtas tenían mejor caballería, emboscarían sus partidas de suministros para hacerlos pasar hambre y desgastarlos. Si se veía obligado a luchar, el caudillo galo se retiraría a fortalezas bien defendidas. Vercingétorix hizo quemar aldeas, envenenar pozos, destruir carretas y arrasar todo el ganado y cosechas que no pudieran llevarse, negándoselo a los romanos. Sin embargo, durante la campaña los rebeldes serían incapaces de hacer todo lo que les pedía su caudillo, empezando por los bituriges, que se negaron a quemar Avárico y decidieron defenderla pero cayó tras un mes de asedio. Los legionarios, hambrientos y furiosos, masacraron sin piedad a la guarnición y la población civil. Era normal en esa época que, cuando una ciudad o fortaleza resistiera al enemigo, si caía al asalto se masacrara a la guarnición y los civiles.

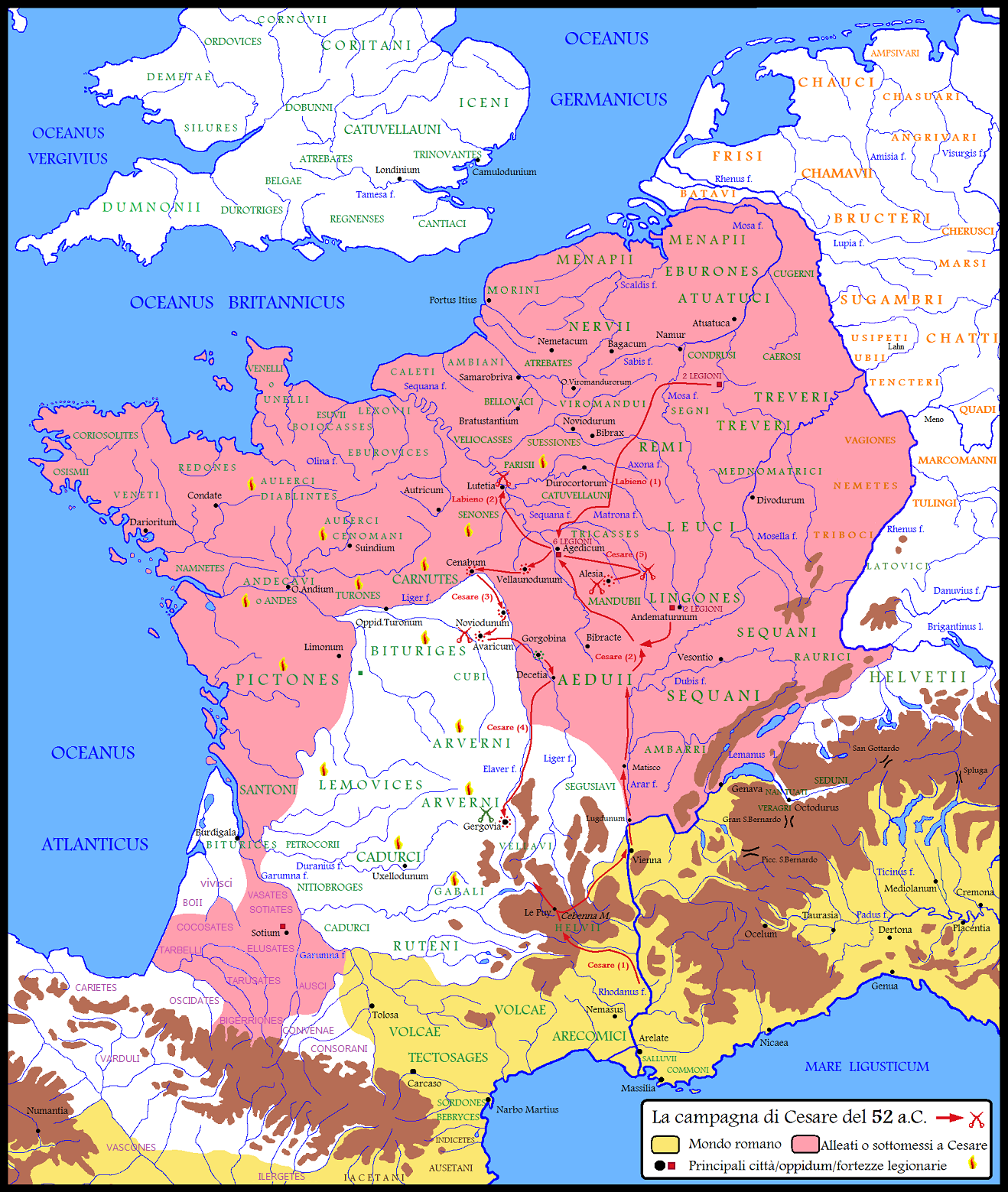
Mapa de la campaña de César en el 52 a. C. En rosado los territorios sometidos a su control al comienzo del año y en amarillo el territorio propiamente romano. Llamas indican las tribus que se suman a la revuelta. En verde las tribus celtas, en naranjo las germánicas y en púrpura las aquitanas.

Ahí dividió a su ejército: él mismo, con seis legiones, marchó sobre la capital arverna mientras el legado Tito Labieno, con otras cuatro, fue enviado contra los senones y parisios. César fracaso ante los muros de Gergovia, villa que Vercingétorix no estaba dispuesto a perder por ser la capital de su gente. El procónsul debió retirarse a Agendico para reunirse con Labieno, quien acababa de aplastar a los celtas en Lutecia. Durante el asedio de Gergovia, un contingente de 10 000 eduos (principales aliados de los romanos) enviados a ayudar a César fue engañado por sus comandantes para unirse a la rebelión, afirmando que los romanos habían asesinado a sus compatriotas enlistados como auxiliares. El procónsul reaccionó de inmediato y salía a convencer a los eduos de que la falsedad de esa acusación. Los celtas resolvieron unirse al ejército proconsular. Esto no impidió que el resto de la tribu se uniera a la rebelión, asesinando toda la guarnición de Novioduno y liberando a todos los rehenes galos de César. Esa era su capital administrativa y por eso los rebeldes se hicieron con su tesoro, reserva de granos, caballos de reemplazo y la mejor parte de su bagaje.
Ante este nuevo éxito, en Bibracte, capital de los eduos, se realiza un concilio donde asistieron representantes de todas las tribus galas. Vercingétorix es reconocido como generalísimo de sus ejércitos y todas las tribus se unen a él, solo lingones, remos y tréveros se negaron a participar. De inmediato exigió a sus aliados entregar rehenes y enviar jinetes hasta tener 15 000, conservando la infantería que ya tenía. Después recluta 10 000 infantes y 800 jinetes eduos. Envió embajadores con los alóbroges para que alzaran la Galia Narbonense.
Mientras continuaba amenazando las líneas de suministros romanas, el caudillo se retiró a Alesia. César lo persiguió con 3000 infantes y numerosos jinetes germánicos. Vercingétorix preparaba una emboscada, pero los ansiosos celtas atacaron antes de tiempo y los germánicos les derrotaron en los alrededores del río Vingeanne, pereciendo 3000 jinetes galos. Al día siguiente César llegaba a Alesia por el este, al sur del monte Bussy.

## Fuerzas en combate

### Romanos
El ejército proconsular era dirigido por él y sus legados Tito Labieno, Marco Antonio y Cayo Trebonio y se componía de diez a once legiones romanas. Destaca Labieno, su segundo al mando en la guerra y único legado con poderes de pretor. César lo había nombrado al comienzo de sus campañas por tener mayor experiencia militar, llegando a comandar ejércitos independientes con gran habilidad. Cuando el procónsul estaba fuera de la Galia actuaba como legatus pro praetore.
Los legionarios eran voluntarios reclutados en la península itálica, aunque César permitió entrar y ascender en su ejército a habitantes de la Galia Cisalpina, usualmente considerados menos romanos, ganando su fidelidad. Esas unidades de infantería pesada eran su núcleo pero también contaba con numerosas tropas auxiliares que servían según su especialidad: caballería ligera númida, caballería pesada germánica y tracia, honderos baleares y ligures, arqueros cretenses e infantes ligeros y jinetes celtas. De hecho, durante el siglo I a. C. la proporción de caballería paso de diez infantes por cada jinete a sólo siete. El ejército romano debía ser seguido por un verdadero «segundo ejército siguiendo su estela para comerciar»: vendedores de caballos o telas, herreros, joyeros, adivinos, músicos, actores, malabaristas, alcahuetes, meretrices, prostitutas y otros deseosos de fortuna.
Durante la segunda guerra púnica cada legión se componía de unos 3000 infantes pesados, 1200 ligeros y 300 jinetes. Con las reformas marianas estas distinciones fueron eliminadas y el armamento se estandarizó, y aunque el número de caballería pesada romana se mantuvo igual, la infantería pesada creció hasta 4000 a 5000, o incluso 6000 soldados. Los infantes romanos ligeramente armados (vélites) fueron reemplazados con un creciente contingente de auxiliares extranjeros. Durante la posterior guerra civil, las veteranas legiones cesarianas pasarían con suerte los 3000 legionarios. Tampoco era raro que los ejércitos de la República tardía incluyeran elefantes de guerra y artillería como balistas, onagros y escorpiones, cada uno operado por una decena de hombres, aunque usualmente se usaban en defensa de campamentos, cruce de ríos o asedios.
Estas legiones incluían a la infantería, caballería y artillería así como al personal civil administrativo, músicos militares, ingenieros y especialistas médicos. También había un contingente servil conocido como calones, verdaderos encargados de la manutención y transporte del material de los legionarios, eran de cocineros a mozos de cuadra. Por último, estaban los proveedores y conductores de animales de carga denominados muliones.
| Legiones presentes en la batalla: |                                                  |
| Autor                             | Legiones                                         |
| Sadler                            | V, VI, VII, VIII, IX, X, XI, XII, XIII, XIV y XV |
| Dodge                             | I, VI, VII, VIII, IX, X, XI, XII, XIII, XIV y XV |

Según el historiador estadounidense Paul Davis en 1999 César tenía 40 000 legionarios, 5000 mercenarios germánicos a caballo y 10 000 auxiliares de todo tipo. Posteriormente elevó la cifra de auxiliares a 15 000 y mantuvo las demás. La historiadora militar norteamericana Kimberly Kagan cree que serían unos 48.000 legionarios y auxiliares en total pero los combates y hambre sufridos antes durante la campaña habrían mermado sus fuerzas; su infantería sería la mitad de las tropas galas. Peter A. Inker dice que cada legión se componía de 4000 soldados y 800 jinetes en promedio, considerando que César debía tener 10 según el autor, los resultados son 40 000 legionarios y 8000 jinetes. El británico Nic Fields cree que sumaban menos de 50.000 efectivos en total. Hans Delbrück cree que entre todos serían 70 000, incluyendo 8000 a caballo. El australiano Stephen Dando-Collins da la cifra más alta para el ejército cesariano: 80 000.

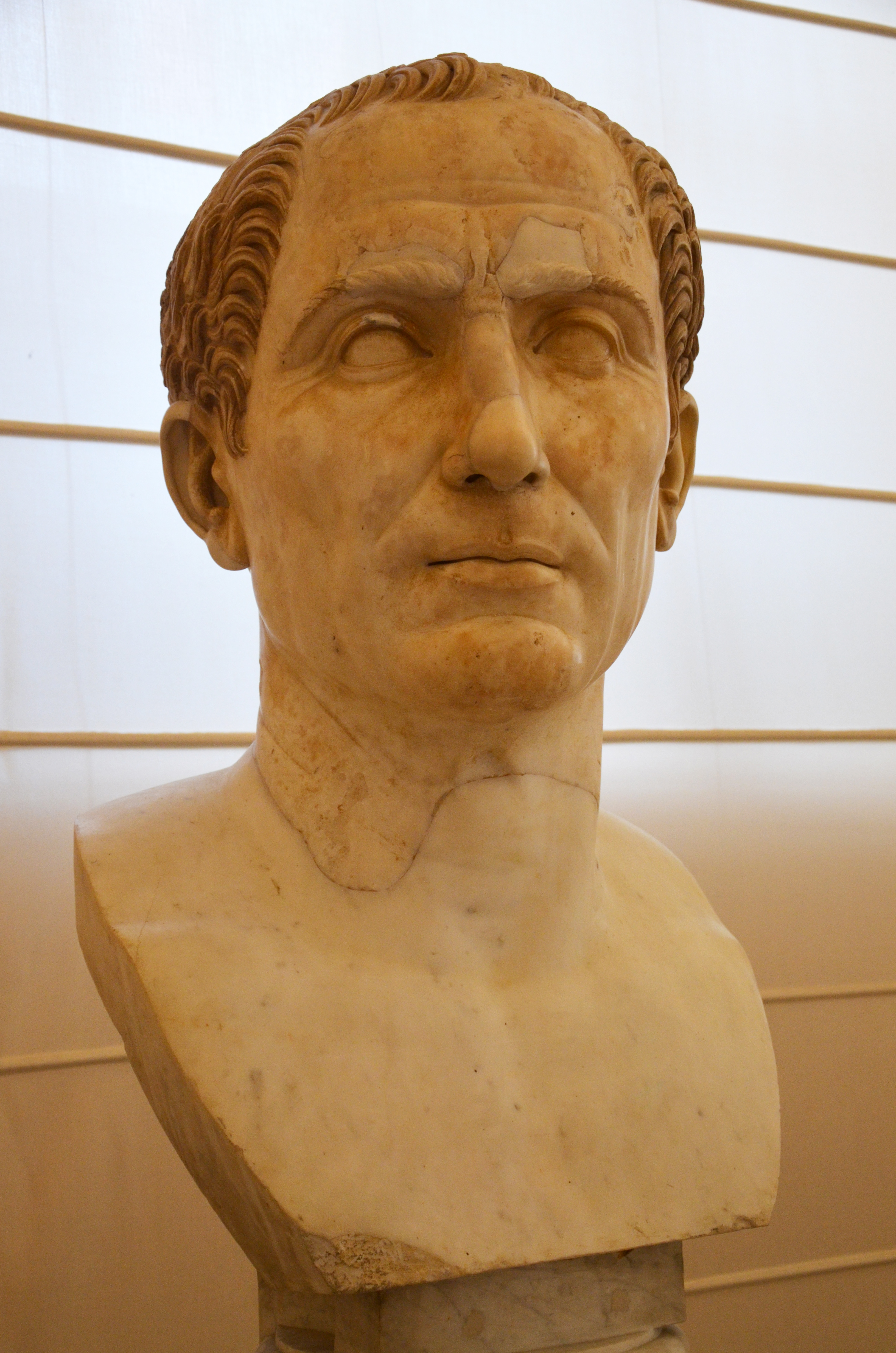
Busto de Cayo Julio César, Museo Arqueológico Nacional de Nápoles.

Según el historiador militar estadounidense Theodore Ayrault Dodge, César debía contar con unos 50 000 legionarios, 5000 jinetes y quizás unos 10 000 infantes auxiliares, principalmente gálicos. Según él, para asediar a más de 80 000 celtas era imposible que fueran menos de la mitad o el riesgo de ruptura del asedio hubiera sido demasiado alto. Al comienzo de la campaña, probablemente los números fueran los mismos, excepto los infantes ligeros galos, que seguramente eran el doble y se redujeron a la mitad tras la deserción de los eduos. Solo un quinto de la caballería eran germánicos.

### Celtas
El ejército aliado galo de Vercingétorix incluía, según dice César, 80 000 guerreros de infantería y 15 000 jinetes después de Gergovia. César menciona que después de la fuga de la caballería quedaban aún 80.000 guerreros dentro de la fortaleza. Floro dice que la guarnición de Alesia sumaba 250 000 hombres (40 000 la de Avárico y 80 000 la de Gergovia) y Plutarco de 170 000.
Dodge interpreta que los 80 000 era el total del ejército y que los infantes eran 65 000. Richard Gabriel cree que la caballería gala sumaba 10 000 a 15 000 montados. En Alesia estos acamparon en el lado oriente de la villa después de excavar una zanja y erigir una pared de seis pies (poco más de dos metros) de alto como protección. Esto se debía a que, aunque algunas tropas acampaban dentro de la ciudad, la mayoría estaban afuera. Los estudios arqueológicos revelan que la meseta no tenía espacio suficiente para un ejército tan grande más personal auxiliar y civiles. Otro punto en contra de tal cifra lo aporta Delbrück; de ser cierta, Vercingétorix bien pudo dejar una fuerte reserva en Alesia y enviar unos 60 000 guerreros a un ataque masivo cuando los romanos construían las trincheras, impidiéndoles trabajar. Según aquel, la guarnición no pasaría los 20 000 guerreros y sus refuerzos los 50 000.
El arqueólogo francés François Lenormant cree en las cifras de César. Basado en estudios minuciosos de las ruinas de Alesia y calculando el espacio necesario para albergar a cada guerrero de a pie o montado más sus suministros, llegó a calcular que el oppidum no podía tener más de veinte mil habitantes y sería incapaz de albergar a una cifra superior a los treinta mil infantes. Usando el mismo método con el espacio ubicado en la ladera oriental del monte Auxois, donde estaba el resto del ejército galo, Lenormant cree que el Vercingétorix podía tener ahí 50 000 combatientes de infantería y 10 000 de caballería.
El ejército de rescate, de nuevo según César, sumaba 240 000 infantes y 8000 jinetes, cifra aceptada por Polieno, aunque Estrabón habla de 400 000 y Plutarco de 300 000. Estas cifras no son necesariamente falsas, pero deben ser tomadas con cuidado. César, por razones políticas y propagandísticas, tendía a exagerar el número de soldados y bajas enemigas. Aparentemente, Vercingétorix había exigido a cada tribu una contribución en cierto número de guerreros.
Las cifras serían las siguientes: eduos y vasallos (segusiavos, ambivaretos, aulercos branovices y blanovios) debían aportar 35 000 guerreros, arvernos y vasallos (eleutetos, cadurcos, gábalos y velavios) otro tanto, sécuanos, senones, bituriges, sántonos, rutenos y carnutes 12 000 cada uno, lemovices y arémoricos (coriosolites, redones, ambibarios, cáletes, osismos, vénetos y unelos) 10 000 cada uno, otro tanto ofrecieron los belóvacos pero al final solo aportaron 2000 por amistad con Comio, ráuracos y boyos aportaron un contingente igual de reducido cada uno, pictones, túronos, parisios y helvecios 8000 cada uno, suesiones eleuterios, ambianos, mediomátricos, petrocorios, nervios, mórinos, nitióbroges y aulercos cenómanos 5000 cada uno, atrebates 4000, y veliocases, lexovios y aulercos eburovices 3000 cada uno. Nunca antes tantas tribus se habían aliado contra César a la vez; de las 85 tribus más importantes, unas 40 contribuyeron al esfuerzo, demorando cerca de un mes en reunir la fuerza de socorro.
Kagan cree que los galos eran en realidad un cuarto de los que dice César. Así, los sitiados serían 20 000 y los refuerzos 60 000, apenas el doble en infantería que el enemigo. La mayoría de los historiadores modernos están de acuerdo en que los seguidores de Vercingétorix debían ser menos de los que señala el procónsul, y que los refuerzos debían ser 80 000 a 100 000 guerreros. Actualmente, esta última cifra es la más defendida.

## Terreno
Alesia estaba situada sobre el monte Auxois, que acababa en una meseta rodeada de pendientes escarpadas y rodeada por los ríos Lutosa (actual Ose) al norte, Oserain al sur y Brenne al oeste. Los dos primeros eran tributarios del alto Sequana (Sena). Esta meseta medía una milla y cuarto de este a oeste y media milla de norte a sur, con una altura de 500 pies sobre los valles de alrededor. A su extremo occidental había una llanura y al oriente había acampado el ejército galo. Al este (destaca el Pennevelle), norte (destacan el Bussy al nordeste y el Rea al noroeste) y sur (destaca el Flavicny) había una línea de montes de igual altura que el Auxois, separados por pequeños y profundos valles por donde pasaban los ya mencionados ríos.

## Batalla

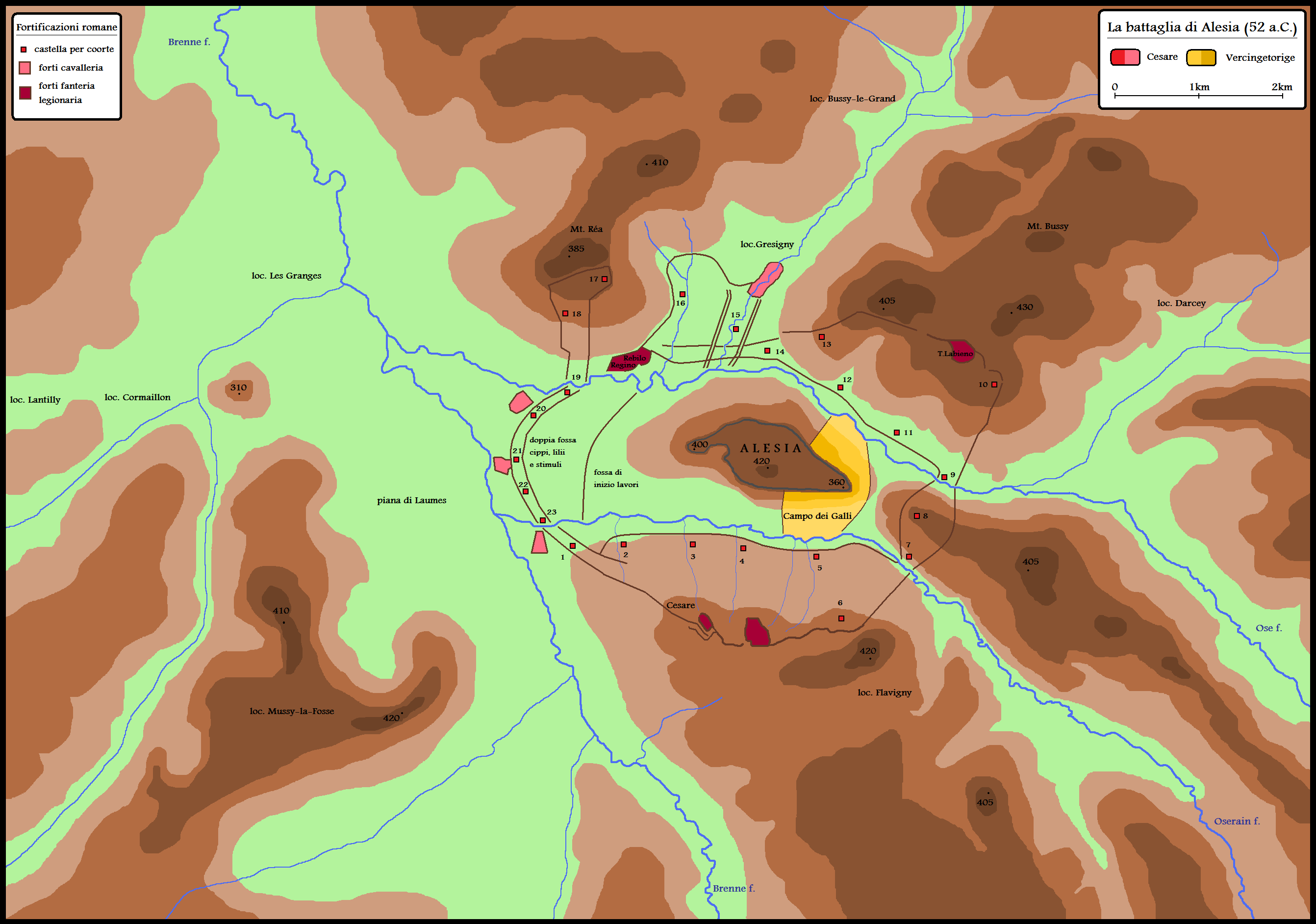
Mapa de las primeras etapas del asedio. En rojo posiciones romanas y en amarillo las celtas.

La elección de refugiarse en Alesia fue un error fatal para el caudillo arverno, su refugio había resultado una trampa. Al contrario de Gergovia, aquí César si pudo bloquear todos los suministros a la ciudad gracias a sus obras de asedio masivas y ni siquiera el ejército de salvación pudo ayudar a Vercingétorix, quien debió rendirse, garantizando el dominio romano en la Galia. El sitio comenzó a inicios de septiembre del calendario juliano según el historiador italiano Albino Garzetti.

### Obras de asedio
Para garantizar un completo bloqueo de Alesia, César hizo construir una serie de fortificaciones. Primero se apoderó de las colinas al norte, sur y este de la villa, luego empezaron a preparar el terreno donde estarían las defensas, empezó a construir 23 reductos fortificados (castella) en las laderas, luego los principales campamentos de la caballería e infantería y finalmente los unió con un anillo interno de trincheras llamado contravalación de 11 millas romanas (unos 15 kilómetros) de largo. También se construyó un dique lleno de agua de 20 pies (unos 6 metros) de profundidad y de rectas paredes que cruzaba la llanura de Laumes, entre los ríos Ose y Oserain, al oeste de Alesia, y que estaba 400 pies (600 metros) delante de la línea de fortificaciones romanas.
César estableció los campamentos de su infantería preferentemente en los montes de alrededor mientras que los de su caballería cerca de los cursos de agua. Los dos de los campamentos de infantería estaban en el monte al sur de Alesia, donde era más predecible el ataque, apoyándose en una triple línea de trincheras; los otros dos estaban en los montes al nordeste y noroeste. Tres de los campamentos de caballería estaban en la gran planicie occidental y un cuarto al norte, con una trincheras menos profundas que los de los infantes. Estimaciones basadas en estudios arqueológicos dicen que el campamento noroeste podía albergar hasta dos legiones, los meridionales una legión cada uno y el noreste hasta tres. Las otras legiones estaban distribuidas entre los distintos fuertes menores.
Cada fortificación contaba con una línea de empalizadas (vallum) de doce pies (3,5 metros) de alto hecha de vallas (lorica) y antecedida por dos trincheras de quince pies (4,5 metros) de profundidad, la más lejana a las fortificaciones estaba llena de agua de los ríos cercanos. Añadió a la empalizada almenas (pinna), y un terraplén (agger) con estacas afiladas (cervi) en su base para evitar que fuera escaladas y dispuso que cada 80 pies (casi 24 metros) hubiera una atalaya de tres pisos (25 metros de alto) con artillería.

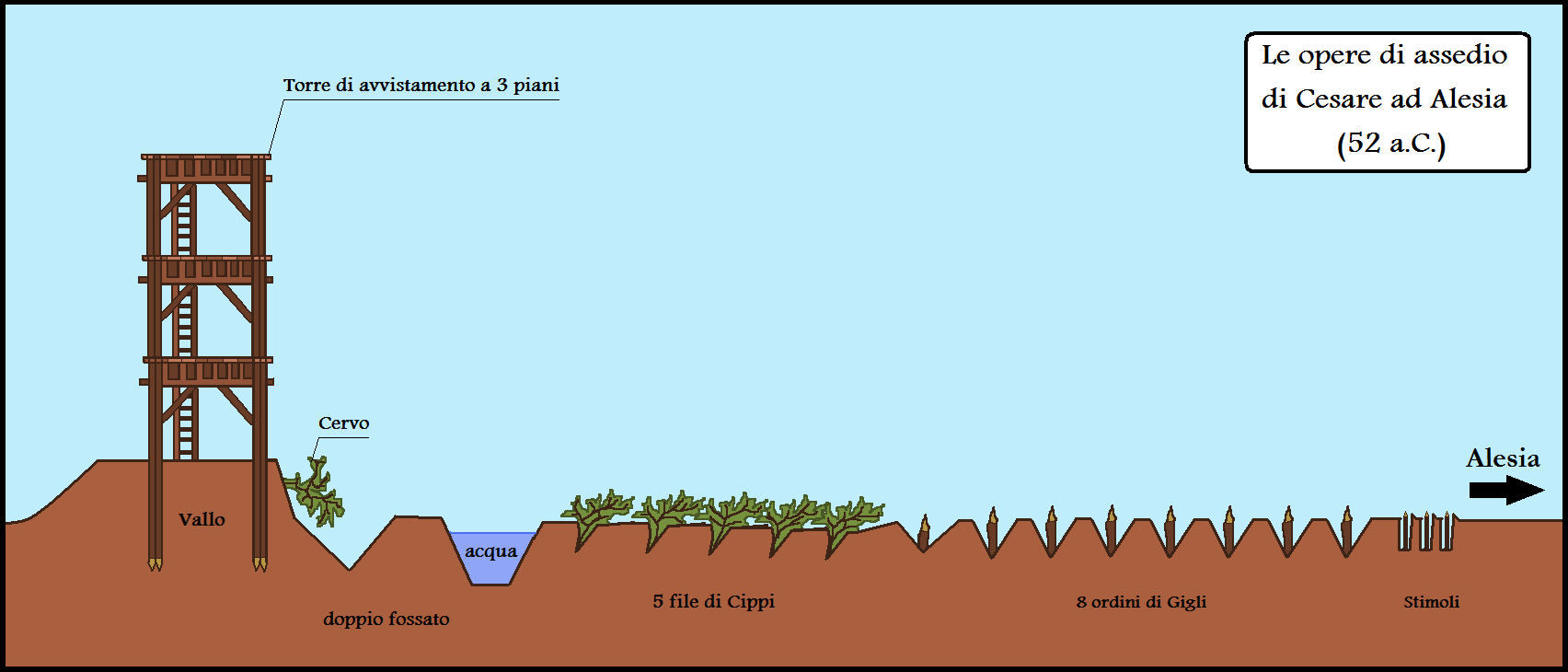
Reconstrucción gráfica del sistema defensivo de los romanos en Alesia.

Finalmente, César decidió agregar a las defensas, para antecederlas, ocho filas de troncos gruesos con sus ramas principales afiladas, cortadas las más delgadas y parcialmente hundidos en trincheras para evitar su remoción. Los legionarios los llamaron cippi. Para llegar a ellos había que atravesar un campo de ocho filas de lilia, «lirios», grandes estacas afiladas, amarrados a la tierra para evitar su remoción y ubicados en pozos rellenos de arcilla endurecida. Y aún antes, había pequeños agujeros rellenos con puntas de acero llamados stimuli, «estímulos», y ocultos por pasto y hojas. Estas obras fueron acabadas en apenas tres semanas.

### Choques de caballería
Se produjeron constantes salidas de la caballería celta con la intención de detener las obras, llegando a su clímax después de finalizar el dique, cuando los jinetes celtas derrotaron a sus contrapartes romanos en la planicie de Laumes. Sin embargo, las legiones que estaban construyendo en el sector reaccionaron y formaron para la batalla, esperando que saliera la infantería enemiga, esto animó a los jinetes germánicos a cargar sobre los galos y tras un feroz combate se impusieron. Los galos quedaron atrapados entre los germánicos y la fosa, que era hacia donde los empujaban, debiendo muchos abandonar a sus monturas para poder salvarse. Fue el momento en que el procónsul ordenó a sus legiones avanzar, haciendo huir a los celtas hacia Alesia, pero Vercingétorix había hecho cerrar las puertas y quedaron atrapados, resultando masacrados. Los germánicos se retiraron después de matar a muchos enemigos y capturar numerosos caballos.
Vercingétorix entendió que no sucedería lo mismo de Gergovia, no podría detener los trabajos de sitio y pronto quedaría rodeado, «No era sabio darle una segunda oportunidad a un general con la capacidad de César». Esa noche ordenó a toda su caballería escapar por los cauces de los dos ríos, aprovechando que las obras de asedio no estaban acabadas. Les pidió que volvieran con sus tribus y llamaran a las armas a todos los hombres aptos que pudieran para liberar la fortaleza. En palabras del historiador británico John Sadler: «Lo que se necesitaba era un ejército de socorro, uno tan masivo, tan abrumador como un monstruo que se abriría paso a través de las líneas de César y terminaría la guerra de una vez por todas». Tenía granos para treinta días así que lo guardo personalmente y ordenó una serie de medidas exigiendo su obediencia bajo pena de muerte: el ganado y granos fueron distribuidos de forma muy racionada entre los hombres. También ordenó a sus fuerzas atrincherarse dentro de la fortaleza.
Enterado de este peligro por sus espías, César ordenó construir un nuevo sistema defensivo llamado circunvalación, un anillo externo de fortificaciones de 14 millas romanas (20 kilómetros). Para evitar salidas de recolección peligrosas, el procónsul hizo acumular suministros de granos y forraje para 30 días que fueron puestos a racionar.

### Muerte de los civiles de Alesia
Llevaba el asedio unas seis semanas y las condiciones dentro de la fortaleza se hicieron cada vez peores y finalmente se les agotaron los granos. Los jefes celtas convocaron un consejo para decidir qué hacer, escuchándose distintas opciones, destacando la del noble arverno Critognato, quien estaba totalmente en contra de capitular y propuso devorar a aquellos que no pudieran combatir (no combatientes y heridos). Pues durante la invasión de cimbrios y teutones les permitió resistir en sus fuertes y recuperar sus tierras cuando el enemigo se retiró. De no hacerlo la conquista romana sería segura.
Los cabecillas galos decidieron expulsar a todo el que no podía luchar para evitar tener que seguir el consejo de Critognato. Los mandubios, habitantes de la fortaleza, debieron expulsar a sus familias. La masa de no combatientes llegó a las posiciones romanas donde suplicaron ser tomados como esclavos y alimentados. Probablemente se trataran de las personas más pobres (y con menos influencia) de la villa. César ordenó que no fueran admitidos pues no tenía granos para alimentar a miles de bocas extras y les dijo que regresaran a la ciudad, pero cuando lo hicieron sus líderes no les dejaron entrar. Murieron de hambre en la tierra de nadie entre Alesia y la contravalación. Estudios arqueológicos modernos indican que la población de la villa fortificada bien pudo ser de 5000 a 10 000 personas. Algunos hablan de hasta 12 000 fallecidos por hambre entre civiles y heridos.

### Llegan los refuerzos galos
Los galos celebraron un concilio de su nobleza y decidieron que, para evitar concentrar un ejército tan grande que no pudieran mandar ni alimentar, en lugar de hacer lo que ordenaba Vercingétorix y llevar a todos los hombres aptos, cada tribu haría un aporte exigido por dicho concilio. Sus comandantes eran el atrebate Comio, los eduos Viridómaro y Eporédorix, y el arverno Vercasivelauno, primo de Vercingétorix. Cada contingente tribal sería mandado por jefes de su propia tribu. Su moral era altísima, seguros de que los romanos no podrían con tan vasta hueste ni con un ataque por el frente ni retaguardia. Probablemente, por los obvios problemas de movilizar, organizar y alimentar un gran número de hombres con distintos comandantes, cada tribu envió el contingente exigido a un punto de reunión lo más cercano posible a Alesia, en territorio eduo.
Según Garzetti, el ejército de liberación galo no pudo aparecer antes de comienzos de octubre según el calendario juliano. De inmediato, ocupó la colina de Mussy-la-Fosse, a menos de una milla de las fortificaciones romanas.

### Primer intento de ruptura
Al día siguiente, los refuerzos galos ubicaron toda su caballería en la llanura ubicada al oeste de las líneas romanas mientras su infantería permanecía en el terreno elevado. Distribuyeron arqueros e infantería ligera entre sus jinetes para darles apoyo. También empezaron a fortificar su campamento. Al darse cuenta, los asediados salieron eufóricos de la ciudad, pues desde las alturas podían ver perfectamente a sus compañeros y ambas fuerzas se dieron ánimos. Sin embargo, los defensores no intentaron organizar un ataque a las posiciones romanas.
César respondió mandado a sus hombres a ocupar sus posiciones en las fortificaciones y salir a su caballería. Los arqueros celtas mataron o hirieron a muchos romanos, permitiendo que los jinetes del procónsul fueran arrinconados contra la circunvalación, lo que produjo euforia entre los galos de Alesia. Desde el mediodía al atardecer, ambas caballerías lucharon ferozmente sin vencedor claro hasta que los jinetes germánicos cargaron y pusieron en fuga a los celtas. Pronto alcanzaron a los arqueros galos y los masacraron. Los jinetes romanos persiguieron a los vencidos hasta su campamento. Esto desmoralizó a los defensores de Alesia.

### Segundo intento de ruptura
Los galos pasaron todo el día siguiente fabricando ganchos de hierro y escaleras hasta que, silenciosamente a media noche, se aproximaron a las defensas romanas en la llanura. Tras lanzar un grito atronador para atemorizar a los sorprendidos defensores, comenzaron a derribar obstáculos y atacar a los legionarios con hondas, rocas y flechas. Muchos son alcanzados en el caos de la noche. Armados con fajinas para cubrir los fosos, escaleras, astas y garfios de hierro para escalar la empalizada y musculi (parapetos pesados de mimbre) para protegerse de los proyectiles romanos. Los legionarios respondieron utilizando sus escorpiones. Vercingétorix también escuchó el alboroto y ordenó a sus tropas cargar al sonido de trompetas desde Alesia. Los romanos respondieron desde las defensas con proyectiles, entonces los legados del sector, Trebonio y Antonio, ordenaron a las tropas en los fortines más recónditos ir rápidamente los puntos donde se escuchaban los sonidos del combate.
Finalmente, cuando el amanecer pareció aproximarse los celtas se retiraron temerosos que la caballería romana saliera por otro sector y los atacara en la retaguardia. Los defensores de Alesia perdieron tiempo rellenando las fosas, sufriendo graves pérdidas durante el ataque contra las defensas romanas en las colinas del sur. Cuando se dieron cuenta de que sus compañeros se retiraban decidieron abandonar el ataque.

### Último intento de ruptura
Después de dos intentos fallidos de romper el sitio, los galos preguntan qué hacer y tras hablar con lugareños, encuentran el punto propicio donde atacar. Sus líderes sabían que los guerreros se estaban desmoralizando y necesitaban una victoria. Encontraron que en el monte Rea, al norte de Alesia, había un campamento que no estaba adecuadamente incluido en el sistema de defensas debido a la pendiente. Allí estaban estacionados los legados Cayo Antistio Regino (I legión) y Cayo Caninio Rébilo (XI legión).
Tras enviar exploradores para reconocer el terreno, se seleccionaron a los 60 000 guerreros más valientes y deciden atacar al mediodía. El arverno Vercasivelauno, primo del caudillo sitiado, fue elegido para comandarlos. Este decidió salir antes del amanecer y ubicarse detrás del monte para ocultarse, permitiendo a sus hombres descansar hasta que llegara el momento de atacar. Entonces los galos cargaron contra el campamento antes mencionado, mientras la caballería atacaba por la llanura oeste y otras unidades atacaban distintos sectores a modo de distracción. Vercingétorix vio los sucesos desde las alturas, estaba ansioso por romper el asedio por las necesidades de sus hombres, y salió con ganchos, escaleras y todo lo que podía necesitar para superar las defensas, ordenando atacar las zonas que parecían más débiles. Proferían estruendosos gritos intentando atemorizar a sus enemigos. Los romanos apenas podían defender cada zona afectada por su inferioridad numérica. Sus distintas posiciones se comunicaban a través de señales de luces mediante objetos de metal pulido, pudiendo saber rápidamente dónde y cuántos enemigos atacaban cada sector. En cambio, cuando una línea de asaltantes celtas se agotaba, inmediatamente llegaba un contingente de reemplazo. Ambos bandos sabían que el momento era decisivo, la última oportunidad de romper el asedio para los galos y una lucha de vida o muerte para los romanos.
El procónsul lo entendió y envió refuerzos a la zona más amenazada, que era donde atacaba Vercasivelauno, ubicación donde el declive del terreno hacía muy vulnerables a los romanos. Los galos ya estaban dentro de las fortificaciones luchando y habían desalojado a los romanos de muchas atalayas con sus flechas. También habían rellenado con tierra y tablas las fosas, despejado de trampas su camino, arrancado las estacas y derribado parte de la empalizada. Algunos legionarios lanzaban proyectiles y otros rechazaban a los atacantes formando testudos con sus escudos. Cada tanto, los celtas eran relevados por nuevos contingentes. En cambio, los romanos estaban al límite de sus fuerzas.

Esta fue la crisis absoluta; la batalla, la campaña, los seis años completos de guerra estuvieron en juego. Vercasivelauno estaba a punto de abrirse paso, una avalancha irresistible de guerreros a punto de abrir un gran hueco en las defensas. Los sitiados y sus refuerzos estarían unidos. La Galia habría ganado y Roma habría perdido.

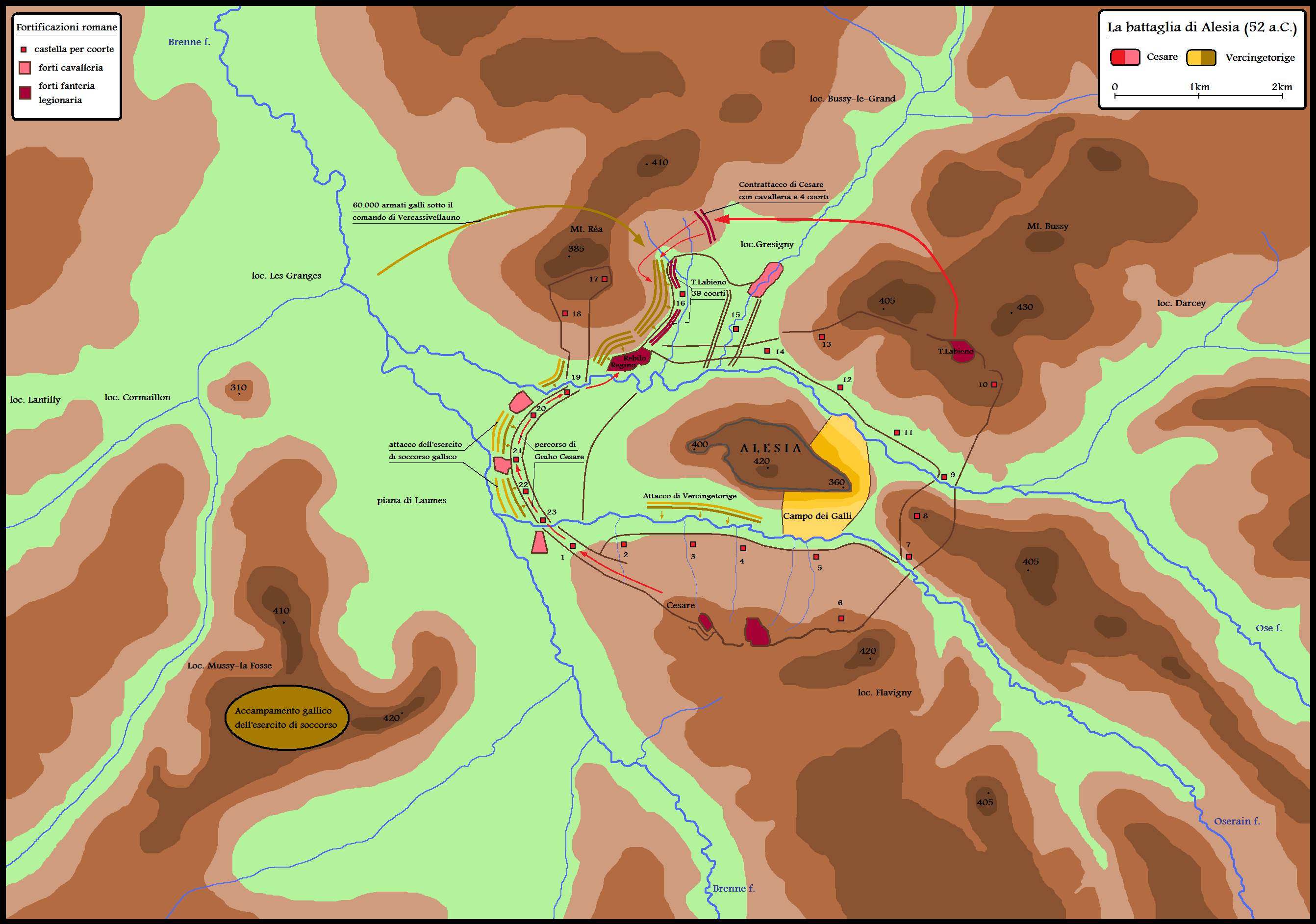
Fase final: el ataque de Vercasivelauno cerca del monte Rea. En rojo los romanos y en amarillo los celtas.

César, entendiendo el peligro que se vivía en ese sector, antes había enviado a su segundo, Labieno, con 6 cohortes después al joven Décimo Junio Bruto Albino con otras tantas y al legado Cayo Fabio con 7 más. Probablemente de las posiciones del sur, las menos amenazadas en esos momentos.
César decidió marchar el mismo al combate, recordándoles a sus hombres que todo lo logrado en los años anteriores de guerra dependía de esa batalla. Tomó 4 cohortes y alguna caballería de un reducto cercano. Era reconocible por su túnica paludamentum carmesí (los comandantes romanos usualmente usaban púrpuras y los almirantes azul marino). Finalmente, la caballería mercenaria germánica hizo una salida y empezó a acercarse a los celtas desde la izquierda para cargar sobre la retaguardia de Vercasivelauno. Poco después, mientras los atacantes galos estaban combatiendo cuerpo a cuerpo con los legionarios ven aproximarse desde atrás un cuerpo de caballería, lo que anima a las cohortes romanas a cargar sobre ellos. Muchos celtas son muertos y muchos otros capturados.
Viendo estos eventos, los defensores de Alesia se retiran a la seguridad de su fortaleza. Cuando las noticias del desastre llegan al campamento del ejército de liberación, los celtas comienzan a retirarse en pánico pero los romanos estaban demasiado agotados para perseguirlos. Solo después de la medianoche se envía un cuerpo de 3000 infantes y toda la caballería que dio alcance a la retaguardia gala y la dispersó.

### Rendición de Vercingétorix
El día después de la derrota un consejo de jefes galos fue convocado en Alesia. Debía ser mediados de octubre del calendario juliano. Vercingétorix dispuso que la asamblea le aconsejara qué hacer: suicidarse o entregarse vivo. Poco después enviaron embajadores a negociar con el enemigo. César les exige entregarse todos vivos, jefes y guerreros. Según la mitología, el caudillo vencido decide ofrecer su vida en un acto de devotio para salvar las de sus seguidores. A continuación los celtas empezaron a salir para ser desarmados y tomados cautivos.

Vercingétorix arroja sus armas a los pies de César por Lionel Royer, 1899.

César, en De bello Gallico, describe que él se estableció su silla curul proconsular frente a las fortificaciones de su campamento y ahí recibió a los cabecillas galos, incluyendo a Vercingétorix. Según Dion Casio, Vercingétorix se acercó a César, quien estaba sentado, sin anuncio de heraldo alguno y empujando a algunos que estaban cerca de él. Esto causó alarma pues era muy alto y con su armadura se veía imponente. Cuando se restableció el orden, sin hablar, se puso de rodillas ante el procónsul con sus manos juntas en señal de suplica. César no tuvo mucha misericordia y le hizo encadenar. Floro dice que el rey arverno salió con su caballo y armadura para entregarse a César, exclamando en latín ante él: «Heme aquí, a un hombre fuerte venciste, hombre fortísimo». Plutarco sostiene que el caudillo de toda la Galia enjaezó bellamente a su caballo y salió por las puertas de Alesia, dio una vuelta alrededor del estrado donde estaba César y acabó por desmontar, quitarse la armadura, armas (lanza, espada y yelmo) y adornos (phalera y torque), arrodillarse y permanecer callado ante el procónsul hasta que lo llevaron custodiado. La escena parece una oblación ritual muy común entre celtas y germánicos.
La historiografía nacionalista francesa del siglo XIX, encabezada por Henri Martin, basada en el relato de Plutarco y cuyo ejemplo máximo es el cuadro de Royer, representa el momento como un sacrificio ritual donde joven caudillo galo entra en el campamento romano sobre un caballo blanco y cabalga a través de los legionarios alineados, entregando sus armas con desdén como un último desafío ante un César victorioso, rencoroso e implacable.
La escritora australiana de novelas históricas, Colleen McCullough, en su obra César de 1997, se imagina al general romano vistiendo ropas proconsulares civiles ribeteadas de púrpura, no su armadura, pues estaba aceptando la rendición de la fortaleza. Llevaría un cilindro de marfil para representar su imperium y una corona civil por el valor demostrado en combate. Su silla estaría sobre un estrado compartido solo con Aulo Hircio, su secretario privado, quien iba de toga, mientras sus oficiales estarían a su alrededor vestidos con sus mejores armaduras y con sus cascos en sus brazos. A la derecha los de mayor rango (Labieno con una banda color escarlata representando su imperium, Trebonio, Fabio, Sextio, Cicerón, Sulpicio, Antistio y Rébilo) y a la izquierda los menores (Bruto, Antonio, Basilo, Planco, Tulo y Rutilo). Todos los legionarios estarían mirando a Vercingétorix acercarse flanqueado por filas de jinetes, con joyas adornando sus brazos, cuello, cinturón, chal, yelmo alado y la banda que cruzaba su pecho. Compañeros de confianza lo ayudaría a desmontar y despojarse de las prendas, arrodillarse e inclinar la cabeza en señal de sumisión. Entonces empezarían los gritos de júbilo de los romanos hasta que Hircio ordenara a un siervo entregar una pequeña mesa, tinta, una pluma y un rollo con la rendición formal de Alesia para que el rey arverno la firmara. Luego lo retirarían encadenado del sitio.
El historiador francés Christian Goudineau niega tal escenario. Haciendo un paralelo entre Alesia y la rendición de la villa de Aduatuca (57 a. C.), cree más probable que después del intercambio diplomático mencionado por César, el caudillo celta se entregara desarmado y sus hombres lanzaran desde los muros del oppidum sus armas. Su compatriota, el arqueólogo Jean-Louis Brunaux, sostiene que Vercingétorix no fue llevado solo ante César sino encadenado y rodeado por los centuriones.

## Consecuencias

### Eventos posteriores
El procónsul Julio César entregó todas las posesiones de los vencidos como botín a sus hombres y a cada legionario le regaló un celta como esclavo para vender, es decir, unos 40 000 galos esclavizados como mínimo. Los oficiales recibieron varios. Todos los soldados se hicieron ricos con lo obtenido y los legados podían sentirse como reyes. Tras la victoria marcha a las tierras de los eduos para garantizar su lealtad, también envió embajadores con los arvernos para que sometieran y entregaran rehenes. César había apartado a los guerreros de esas poderosas tribus y tras garantizar su lealtad ordenó que los 20 000 eduos y arvernos fueran liberados. Se desconoce las bajas del ejército de liberación, pero por lo indicado por César, sufrieron enormes pérdidas, tanto en muertos como prisioneros. Después de saberse de la victoria en Italia, el Senado romano ordenó 20 días de celebraciones, destacando la supplicatio. Sin embargo, sus enemigos políticos, como Marco Porcio Catón, propusieron entregarlo encadenado como criminal de guerra a los celtas.
Después envió a sus legiones a los cuarteles de invierno: Labieno fue con dos legiones y caballería con los sécuanos, luego se le uniría Marco Sempronio Rutilo; Lucio Minucio Básilo fue enviado con los remos con dos legiones a fin de que los bélovacos no los atacaran; Cayo Antistio Regino y Cayo Fabio son enviados con los ambivaretos; Tito Sextio donde los bituriges y Cayo Caninio Rébilo donde los rutenos con una legión cada uno; Quinto Tulio Cicerón y Publio Sulpicio guarnecen los territorios eduos para garantizar el suministro de granos.
La gran rebelión gala que había unido casi todas sus tribus bajo una misma causa y organización quedaba finiquitada, nunca más habría una revuelta masiva, solo casos aislados de resistencia. Los romanos pasaron el año 51 a. C. combatiendo los últimos focos de resistencia, los bituriges, los carnutes y especialmente las tribus belgas. El último gran combate se produjo en Uxeloduno, al suroeste de la Galia. Para cuando llegó el invierno todas las tribus parecían sometidas y las guarniciones romanas estaban distribuidas por todo el país. Durante el 50 a. C. no hubo combates y esa paz se mantuvo durante las venideras guerras civiles romanas. Todo intento de levantamiento fue aplastado con dureza y no se consideró completamente pacificada la región hasta el reinado de Augusto. Sublevaciones ocasionales siguieron sucediendo cada tanto hasta mediados del siglo I pero la Galia sería romana hasta la conquista de los francos cinco centurias después. Muchos galos prefirieron huir a Germania o Britania a vivir bajo el yugo romano.
Vercingétorix fue enviado a una celda de la cárcel Mamertina, donde esperó seis años a ser exhibido en el desfile triunfal de César. Después fue estrangulado en la prisión. El procónsul era conocido por su clemencia, pero al comprometer su victoria final en la Galia en un momento tan crítico para su posición política en Roma (tras la muerte de Marco Licinio Craso en Carras), el general romano deseaba mostrarse implacable.

### Análisis

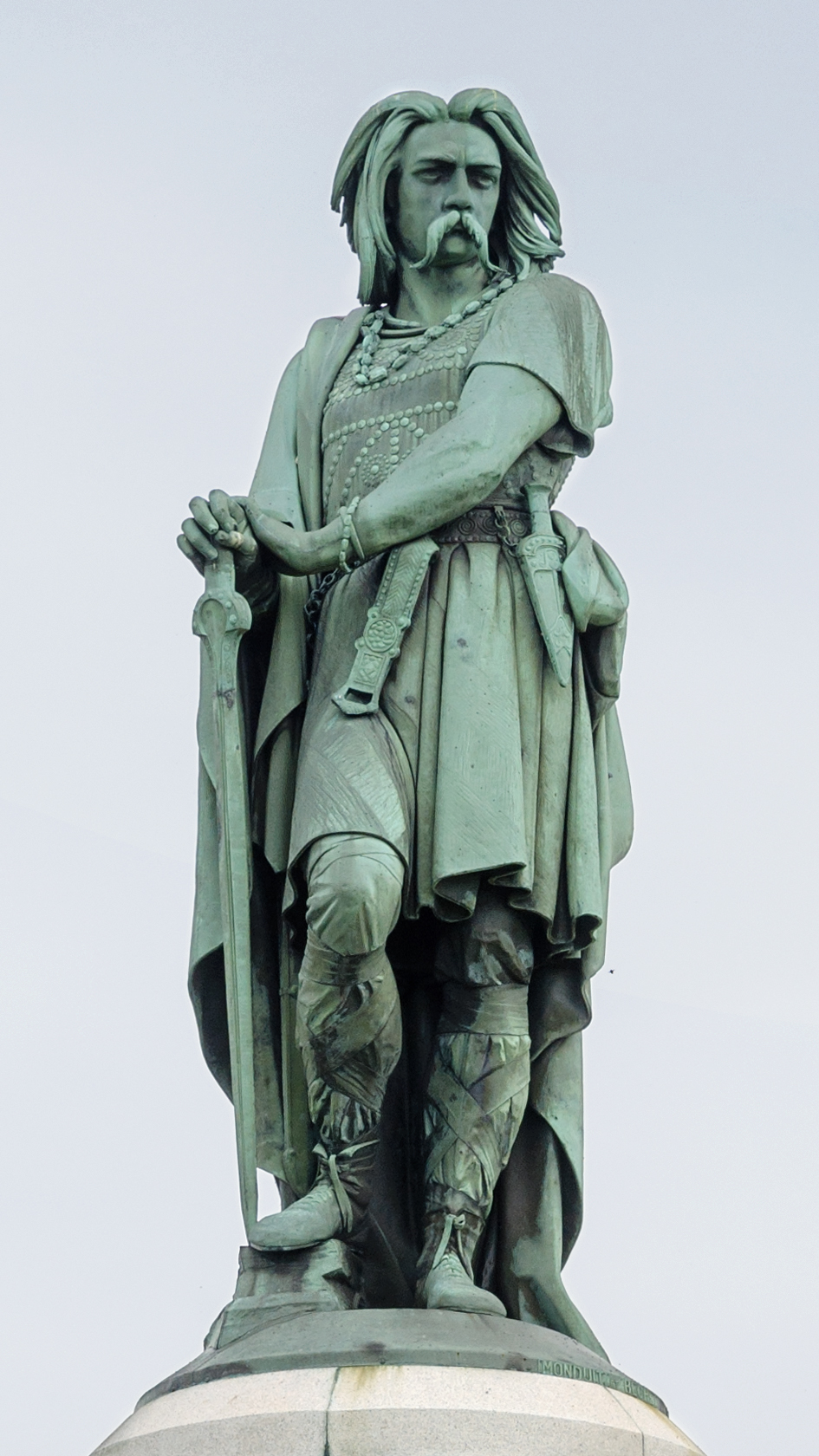
Estatua de Vercingétorix en Alise-Sainte-Reine, por Aimé Millet, 1865.

La victoria se debió, en buena medida, a que en el asalto final la mayoría de los celtas no participaron, de hecho, muchos se quedaron en la planicie occidental sin intervenir. A pesar de esa dispersión de las fuerzas enemigas, el ataque múltiple y masivo debió abrumar al ejército proconsular. Alesia demostró las dotes del procónsul como comandante militar y la disciplina y valor de sus legiones en una situación límite. También en su habilidad para reconocer qué hacer en cada instante, por ejemplo, enviando a la caballería germánica en el momento preciso. Otro factor importante fue la división del mando en el ejército de socorro, organizado en varios consejos tribales.
Durante esta campaña el procónsul demostró sus dotes militares, reaccionando rápida e inesperadamente ante los movimientos rebeldes, concentrando a su ejército y tomando sus fortalezas una por una. Se recuperó de una dura derrota en Gergovia y construyó un impresionante sistema doble de fortificaciones para la batalla final, venciendo a un enemigo más de cinco veces más numeroso. El plan de Vercingétorix era bueno, negar la batalla decisiva y atacar por su punto débil a los romanos: los suministros. Cuando se separó de este se condenó a la derrota.
La victoria resultó decisiva para el final de la guerra. Extrañamente, las mayores victorias de César, Alesia y Farsalia, siempre vinieron después de derrotas, Gergovia y Dirraquio respectivamente.
La guerra de las Galias fue una campaña de expansión agresiva hecha por un caudillo ambicioso y deseoso de progresar en su carrera política, algo perfectamente válido en los valores romanos, donde se necesitaba riqueza para sobornos y clientelismo y el prestigio de victorias militares para ascender. Esa es la razón, por ejemplo, que en sus escritos César se preocupara de destacar siempre sus victorias y de responsabilizar a otros de sus derrotas. Tres veces vivió un desastre: en la primera expedición a Britania, donde su flota casi es hundida por una tormenta; en Gergovia, donde sus legiones atacaron sin esperar su orden; y en Aduátuca, cuando sus lugartenientes son vencidos y muertos.
Sus campañas de conquista suelen ser divididas en dos grandes etapas: la primera constituida por las conquistas iniciales y la segunda por el sofocamiento de las revueltas celtas, subdividiendo esta última en las campañas punitivas contra germánicos y britanos, la rebelión de Ambiórix y finalmente la de Vercingétorix.
En el siglo I a. C. ambiciosos romanos deseosos de gloria, poder y riqueza encabezaron guerras de conquista hasta lugares apenas conocidos antes por sus compatriotas. Esta guerra costó la vida de 400 000 galos y un número mayor perdió su libertad según Veleyo Patérculo. Plutarco sostenía que el procónsul había luchado contra tres millones de hombres en el conflicto, dando muerte a un millón y esclavizando a otro tanto, conquistando trescientas tribus y ochocientas villas. Según Plinio el Viejo, César dio muerte a 1 192 000 de enemigos, tanto en la Galia como en las posteriores guerras civiles; aunque, aparentemente esta cifra sólo incluye los bárbaros muertos en sus campañas en la Galia y el Oriente, guerreros y no combatientes, pero no a los romanos que lo enfrentaron en la guerra civil. Apiano dice que el conquistador romano luchó contra un total de cuatro millones de bárbaros durante la guerra, capturando un millón y llevando a la tumba a otro tanto. También afirma que fueron cuatrocientas las tribus conquistadas, pero mantiene en ochocientas las villas sometidas. Fields estima que unos dos millones de galos, mayoritariamente hombres, fueron muertos en los siete años de guerra. En cambio, Matthew White propone una cifra intermedia entre Patérculo y Plutarco, alrededor de 700 000 galos muertos. Téngase en consideración que la población gala prerromana debió bordear los cinco a siete millones de personas. Algunos historiadores han clasificado estas campañas como un genocidio, aunque esto es fuerte tema de discusión. La violencia desmedida era muy común en las guerras de la Antigüedad y los romanos no eran la excepción, pues eran famosos por ser belicosos. Sin embargo, debe mencionarse que era muy raro que masacraran a una comunidad enemiga entera, usualmente preferían ejecutar a sus dirigentes y esclavizar a la población, lo que era mucho más lucrativo para las tropas. Los romanos solamente cometían grandes matanzas cuando la comunidad enemiga amenazaba realmente su poder o cometía algún desagravio. Esto se consideraba que exigía una sanguinaria venganza y era muy frecuente para castigar a una tribu considerada aliada o sumisa que se rebelaba en su contra.

César se vio sorprendido en varias ocasiones por las revueltas galas, aunque no creo que se sorprendiese mucho porque las revueltas eran bastante frecuentes. Muchas de las conquistas que logró César en la Galia no habían sido muy difíciles y muchas de las tribus se habían rendido ante César tan pronto como este había entrado en sus territorios, así que realmente las tribus no habían sido derrotadas en las batallas. Quizás fue inevitable que se rebelasen contra César cuando empezaron a darse cuenta de que les estaban robando su independencia.

El sociólogo estadounidense Pitirim Sorokin, basándose en estimaciones de historiadores, asume que el ejército proconsular en la Galia tenía un número de efectivos que fluctuaba entre los 40 000 (58 a. C.) a 70 000 (52 a. C.), con una media de 55 000 tropas. Considerando que, según sus propios estudios, en promedio los ejércitos antiguos sufrían una media de 5% de muertos en cada batalla, el total de bajas romanas (legionarios, aliados y personal auxiliar) en toda la guerra debió ser de 22 000 caídos.

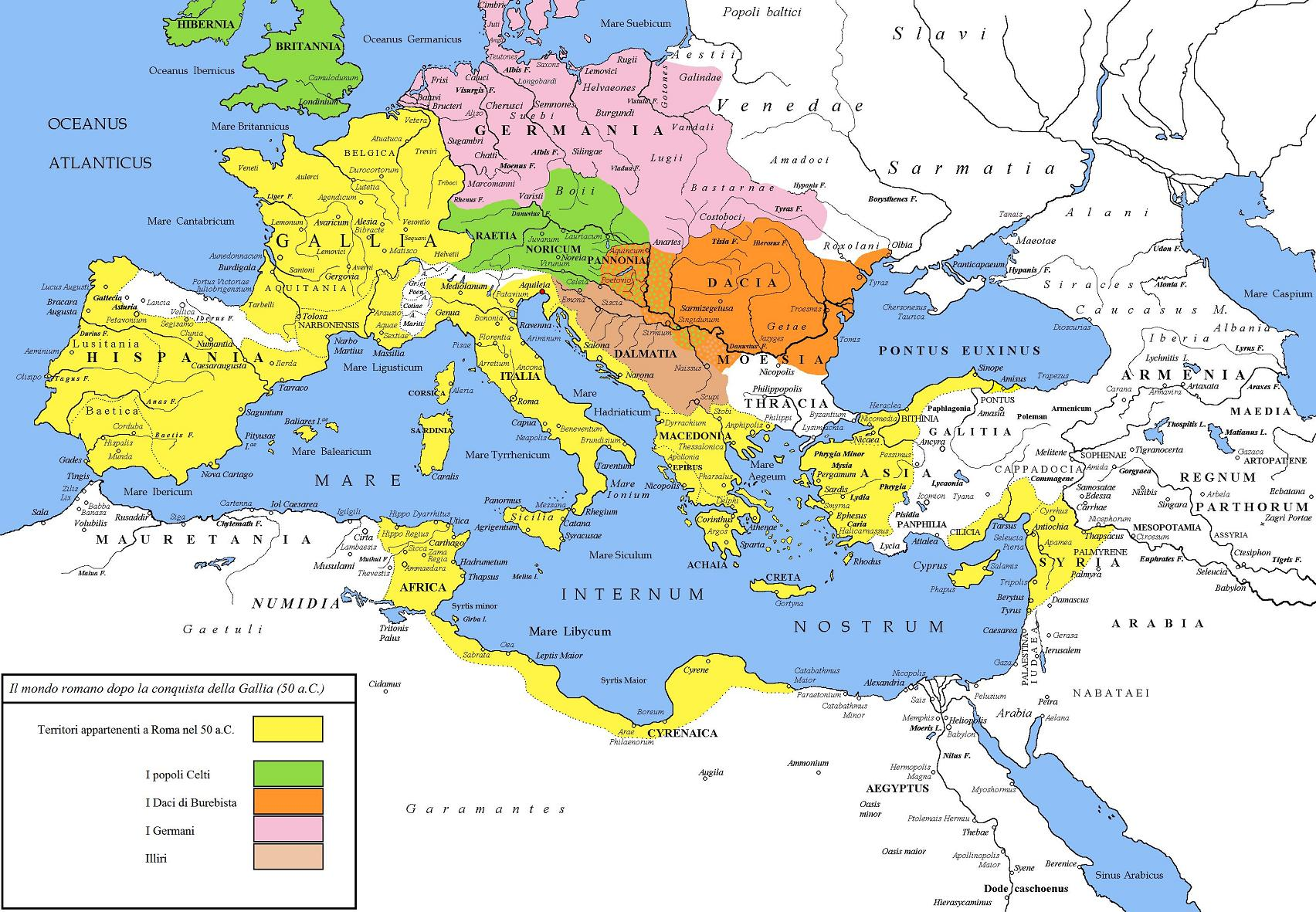
Mapa del mundo romano en el 50 a. C. En amarillo la República, en verde los pueblos celtas aún independientes, en naranja los dacios de Burebista, en rosado los germánicos y en color café los ilirios.

Desde las reformas de Mario, medio siglo antes, la República dejó de tener un ejército nacional y empezaron a aparecer milicias privadas leales a hombres ricos que podían pagarlas, organizarlas y mandarlas, marginando a las autoridades republicanas al mero papel de legitimar su autoridad; con ejércitos leales a su persona, estos caudillos podían subvertir el orden tradicional para hacerse con el poder supremo. Estaban constituidas por voluntarios de los capite censi (proletarios), es decir, gente sin propiedades que vagabundeaba por las ciudades, y que se volvían en militares profesionales leales al general que les pagaba y no a la República. Así obtenían un trabajo y tierras cuando se retiraran. Anteriormente, las legiones se formaban con pequeños y medianos propietarios rurales que hacían su servicio militar para ejercer sus derechos políticos y se pagaban su propio equipo. Estos se organizaban por edad en vélites, asteros, príncipes y triarios, quedando un gran segmento de ciudadanos excluidos por no poder pagarse su armamento. A medida que la República se expandía, las campañas se alargaban, impidiéndoles trabajar sus tierras, y empezaron a llegar gran número de esclavos que trabajaban los latifundios de los ricos. Esto produjo la quiebra de muchos de estos propietarios menores, reduciendo el número de reclutas para las legiones y aumentando el de vagos en un período que la República necesitaba cada vez más y mejores soldados. La solución de Mario era obvia. Este nuevo tipo de soldados luchaba porque el mejor medio de enriquecerse en su época para hombres de su clase era a través del saqueo y los esclavos que podían obtener. Esto provocó el «período más intenso de conquista en la historia de Roma».

El derecho a servir en el ejército dejó de ser un privilegio, el único camino hacia los honores cívicos. (...) Poco a poco el honorable servicio del ciudadano romano a la la patria se prostituyó al bajo grado de soldado de la fortuna.

Así las reservas humanas aumentaron justo cuando Roma necesitaba soldados, como después del desastre de Arausio, y se liberó de las levas a los pequeños propietarios, quienes llevaban años intentando evadirse de las levas. Además, después de la guerra Social se les había dado la ciudadanía a todos los socii itálicos, eliminando también la distinción entre legiones romanas y alae itálicas, permitiendo aumentar los ejércitos de cuatro legiones reclutadas al año a diez según la necesidad.
Económicamente hablando, la conquista de la Galia significó un tributo anual para la República de cuarenta millones de sestercios y cientos de miles de kilómetros cuadrados de tierras fértiles y ricas en recursos naturales. También abrió al comercio romano un mercado de millones de personas. César utilizaría la riqueza adquirida de la venta de miles de esclavos para comprar apoyos políticos, mandar construir edificios públicos en la Galia, Hispania, Italia, Grecia y Asia, mando construir un nuevo Foro por cien millones de sestercios, realizó grandes espectáculos de gladiadores, fiestas públicas bien suministradas de vino y se preocupó que cada uno de sus veteranos recibiera un pedazo de tierra cultivable para su retiro.
Con sus conquistas, tanto César como Pompeyo poseían fortunas mucho mayores a la que tuvo Craso al momento de su muerte, estimada en doscientos millones de sestercios. Durante el último siglo de la República, ciertos senadores nobiles y de rango consular consiguieron amasar fortunas gracias a sus numerosas y grandes haciendas, varios de ellos superando los cien millones de sestercios en propiedades. Entre ellos estaban Mario, Lucio Cornelio Sila o Lucio Licinio Lúculo. Solo para explicar la magnitud de las fortunas, para el siglo II se estimaba que el presupuesto anual de todo el ejército imperial era de cuatrocientos a quinientos millones de sestercios. Aparte de ellos, existía un gran número de senadores de menor categoría que no alcanzaron las mayores magistraturas pero poseían fortunas modestas.

### Cultura popular
En los cómics de Astérix (El escudo arverno), esta incertidumbre sobre la localización de Alesia está caracterizada en clave de humor haciendo referencia al orgullo galo. El álbum nos muestra a Astérix y Obélix hablando con otros galos familiares con la campaña, que rápidamente recuerdan la victoria de Vercingétorix en Gergovia, pero que rechazan hablar de Alesia, e insisten en que nadie sabe dónde está.

## Ubicación
Durante muchos años, la ubicación exacta del lugar de la batalla permaneció olvidada. Las principales candidatas a ser Alesia eran dos: Alaise en el Franco Condado y Alise-Sainte-Reine en Côte-d'Or, donde el emperador Napoleón III de Francia, a raíz de las excavaciones arqueológicas llevadas a cabo entre 1861 y 1865 por el coronel Eugéne-Georges Stoffel, construyó una estatua dedicada a Vercingétorix. Teorías más recientes proponen a Chaux-des-Crotenay, en Jura, pero Alise-Sainte-Reine sigue siendo la teoría más probable, la que acabaría confirmada por excavaciones arqueológicas recientes e investigación aérea realizada por Michel Reddé entre 1991 y 1995.

### Clásicas
- Apiano. Sobre la Galia. Libro 4 de su Historia romana. Sobreviven algunos fragmentos digitalizados en Livius, basados en griego antiguo-inglés por Horace White, tomo II de la versión de la Loeb Classical Library & Harvard University Press, 1913. También véase versión de Perseus basada en traducción al inglés Horace White, Nueva York, The MacMillan Cia., 1899.
- Cayo Julio César. Comentarios sobre la guerra de las Galias. Traducción latín-inglés por W. A. McDevitte & W. S. Bohn. 1.ª edición. Nueva York: Harper & Brothers, 1869. Harper's New Classical Library. Digitalizado el Libro I en Perseus. Versión en latín en The latin library.
- Cayo Julio César. Comentarios sobre la guerra de las Galias. Traducción latín-inglés por W. A. McDevitte & W. S. Bohn. 1.ª edición. Nueva York: Harper & Brothers, 1869. Harper's New Classical Library. Digitalizado el Libro VII en Perseus. Versión en latín en The latin library.
- Diodoro Sículo. Biblioteca histórica. Libro 5. Digitalizado en UChicago. Basado en volumen III de la edición de Harvard University Press & Loeb Classical Library, traducción griego antiguo-inglés por C. H. Oldfather, 1939.
- Dion Casio. Historia romana. Libro 40. Digitalizado por UChicago. Basado en el volumen 3 de edición de Loeb Classical Library, traducción griego antiguo-inglés por Earnest Cary, 1914.
- Estrabón. Geografía. Libro 4. Digitalizado por Perseus. Basado en edición y traducción griego antiguo-inglés por H. C. Hamilton & W. Falconer, Londres: George Bell & Sons, 1903.
- Gayo Plinio Segundo. Historia natural. Libro 7 digitalizado por UChicago. Basado en edición de Karl Mayhoff, en latín, edición de Teubner, 1909. Véase también la versión de Perseus. Basada en traducción latín-inglés por John Bostock, Londres: Taylor and Francis, 1855.
- Lucio Aneo Floro. Epítome. Libro 1. Digitalizado por UChicago. Basado en la obra de 1924, por la Loeb Classical Library, traducción latín-inglés y edición por E. S. Forster.
- Mestrio Plutarco. Vida de César. Libro 5 de Vidas paralelas. Digitalizado en  UChicago. Basada en traducción de latín-inglés por Bernadotte Perrin, volumen VII de la Loeb Classical Librery, 1919. En español en Imperium.
- Paulo Orosio. Historia contra los paganos. Traducción latín-inglés, introducción y notas por A. T. Fear, 2010, Liverpool University Press. ISBN 9781846312397. Véase Libro 5 Archivado el 29 de mayo de 2020 en Wayback Machine.. Versión en latín de Attalus, basada en edición de Karl Friedrich Wilhelm Zangemeister, 1889, Viena, corregida por Max Bänziger
- Polieno. Estatagemas. Basado en la traducción del griego antiguo-inglés por Richard Shepherd, 1793, Londres, editado por George Nicol. Véase Libro 8. Digitalizado en web Attalus.
- Suetonio. El divino Julio César. Libro 1 de Vidas de los doce césares. Digitalizado por Perseus. Basado en edición y traducción latín-inglés por J. Eugene Reed. Alexander Thomson, Filadelfia: Gebbie & Co., 1889.
- Suetonio. El divino Nerón. Libro 6 de Vidas de los doce césares. Digitalizado por Perseus. Basado en edición y traducción latín-inglés por J. Eugene Reed. Alexander Thomson, Filadelfia: Gebbie & Co., 1889.
- Tito Livio. Periocas. Versión digitalizada en 2003 por Livius. Basada en The Latin Library corregida con la edición de Paul Jal, Budé-edition, 1984. Traducción latín-inglés por Jona Lendering & Andrew Smith. Es un índice y resumen de una edición del siglo IV de su obra Ab Urbe condita (hoy mayormente perdida).
- Valerio Máximo. Hechos y dichos memorables. Libro 9. Digitalizado por Perseus. Edición latina de Karl Friedrich Kempf, Leipzig: Teubner, 1888.
- Veleyo Patérculo. Compendio de la Historia romana. Libro 2. Digitalizado en inglés por Bill Mayer en UChicago.edu. Véase Libro II. Basado en la obra de 1924, por la Loeb Classical Library, traducción latín-inglés y edición por Frederick W. Shipley.

### Modernas
- Auyang, Sunny Y. (2014). The Dragon and the Eagle: The Rise and Fall of the Chinese and Roman Empires. Londres: M.E. Sharpe. ISBN 9780765644114.
- Berthier, André & Wartelle, André (1990). Alésia. París: les Nouvelles éditions latines.
- Berger, Kacques (2004). Alésia, Chaux-des-Crotenay: pourquoi? Montigny-le-Bretonneux: Yvelinédition.
- Brunaux, Jean-Louis (2018). Vercingétorix. Gallimard. ISBN 9782072662133.
- Carcopino, Jérôme (1993). Giulio Cesare. Rusconi Libri. Traducción francés-italiano por Anna Rosso Cattabiani. ISBN 88-18-18195-5.
- Carcopino, Jérôme (2004). Julio César: el proceso clásico de la concentración del poder. Madrid: Ediciones Rialp. ISBN 84-321-3510-0.
- Cartelet, Nicolas & Barbara Auger (2014). La bataille d'Alésia: Quand la défaite de Vercingétorix met fin à la révolte des Gaulois. 50 Minutes. ISBN 9782806254283.
- Dando-Collins, Stephen (2002). Caesar's legion: the epic saga of Julius Caeser's elite tenth legion and the armies of Rome. Nueva York: John Wiley and Sons, ISBN 0-471-09570-2.
- Davis, Paul K. (1999). 100 Decisive Battles: From Ancient Times to the Present. Oxford University Press. ISBN 9780195143669.
- Davis, Paul K. (2001). Besieged: An Encyclopedia of Great Sieges from Ancient Times to the Present. ABC-CLIO. ISBN 9781576071953.
- Davis, Paul K. (2013). Masters of the Battlefield: Great Commanders From the Classical Age to the Napoleonic Era. Oxford University Press. ISBN 9780199711758.
- Delbrück, Hans (1990). History of the art of war: Warfare in antiquity. Tomo I. Uiversity of Nebraska Press. Traducción alemán-inglés de Water J. Renfroe Jr. ISBN 9780803291997.
- Demoule, Jean-Paul (2012). On a retrouvé l'histoire de France : Comment l'archéologie raconte notre passé. Robert Laffont. ISBN 2221111575.
- Dodge, Theodore Ayrault (1900). Caesar: a history of the art of war among the Romans down to the end of the Roman empire, with a detailed account of the campaigns of Caius Julius Caesar. Boston: Houghton, Mifflin & Company.
- Feijoo, Benito Jerónimo & Meinecke, Francisco Uzcanga (2009). Cartas eruditas y curiosas. Barcelona: Editorial Crítica. ISBN 978-8-47423-918-8.
- Ferrill, Arther (1998). La caída del Imperio Romano: Las causas militares. EDAF. Traducción inglés-español por Pilar González Bermejo. ISBN 9788441403987.
- Fields, Nic (2014). Alesia 52 BC: The final struggle for Gaul. Bloomsbury Publishing. Ilustrado por Peter Dennis. ISBN 9781782009238.
- Goldsworthy, Adrian Keith (2003). The Complete Roman Army. Nueva York: Thames & Hudson. ISBN 9780500051245.
- Goudineau, Christian (2009). Le dossier Vercingétorix. Actes Sud. No. 985 de la colección Babel. ISBN 9782742785568.
- Horst, Eberhard (2000). Cesare. La vita dell'uomo divenuto il simbolo del potere. Milán: Rizzoli. Traducción alemán-italiano por Augusto Guida.
- Inker, Peter A. (2008). Caesar’s Gallic Triumph: Alesia 52BC (Campaign Chronicles). Pen & Sword Military. Editado por Christopher Summerville. ISBN 9781844156757.
- Kagan, Kimberley (2006). The Eye of Command. University of Michigan Press. ISBN 9780472031283.
- Lanning, Michael Lee (2003). The Battle 100: The Stories Behind History's Most Influential Battles. Naperville: Sourcebooks, Inc. ISBN 1-57071-799-0.
- Lenormant, François (1860). Mémoire sur l ́Alesia des Commentaires de César et sur les antiquités d ́Alise-Sainte-Reine. París: Imprimerie Impériale.
- Logan, James (1831). The Scotish Gaël. Volumen I. Londres: Elder Smith.
- Martin, Paul M. "Vercingétorix devant César: quatre récits pour une reddition". Revista L'Histoire. Núm. 119, febrero de 1989.
- McCullough, Collen (2013). Caesar. Tomo V de serie Master of Rome. Head of Zeus. ISBN 9781781857953. Extracto de la escena de la rendición de Vercingétorix en: Valderas, Xavier. “La rendición de Vercingétorix ante Cayo Julio César”. Blog Imperio romano. Publicado el 5 de mayo de 2015.
- Mellado, Francisco de Paula (1864). Enciclopedia moderna. Diccionario universal de literatura, ciencias, artes, agricultura, industria y comercio. Tomo I. Madrid: Establecimiento Tipográfico de Mellado a cargo de Joaquín Bernat.
- Picot, Jean-Pierre (2002). Le Dictionnaire historique de la Gaule, des origines à Clovis. Paris: éd. La Différence.
- Porte, Danielle (2000). Alésia, citadelle jurassienne, la Colline où soufflait l’Esprit. Yens sur Morge: éd. Cabédita (Suisse. Pour la France: BP 16, 74500, St-Gingolph).
- Porte, Danielle (2004). L’Imposture Alésia. París: éd. Carnot.
- Rodríguez Neila, Juan Francisco (1992). Confidentes de César: los Balbos de Cádiz. Sílex Ediciones. ISBN 9788477370451.
- Roth, Jonathan P. (1999). The Logistics of the Roman Army at War: 264 B.C. - A.D. 235. BRILL. ISBN 9789004112711.
- Sadler, John & Rosie Serdiville (2016). Caesar's Greatest Victory. The Battle of Alesia, 52 BC. Oxford: Casemate Publishers. ISBN 978-1-61200-405-1.
- Sheppard, Si (2009). César contra Pompeyo. Farsalia. Traducción inglés-español de Eloy Carbó Ros. Barcelona: Osprey Publishing. ISBN 878-84-473-6379-7.
- Sorokin, Pitirim Aleksandrovich (1962). Social and Cultural Dynamics: Fluctuation of social relationships, war, and revolution. Nueva York: Bedminster Press.
- Tucker, Spencer (2010). Battles That Changed History: An Encyclopedia of World Conflict. Santa Bárbara: ABC-CLIO. ISBN 978-1-59884-430-6.
- Wartelle, André (1990). Alésia. Nouvelles Éditions Latines. ISBN 9782723304139.
- White, Matthew (2011). Atrocitology: Humanity's 100 Deadliest Achievements. Nueva York: W. W. Norton & Company.
- Wilcox, Peter & Duncan B. Campbell (2011). La Guerra de las Galias. Barcelona: Osprey Publishing. Traducción inglés-español por Isabel Galera Ibáñez. ISBN 978-84-473-7335-2.
- Winters, Jeffrey A. (2011). Oligarchy. Cambridge University Press. ISBN 9781139495646.

### Documentales
- Documental Julio César, conquistador de la Galia. Episodio 7 de la tercera temporada de la serie documental Line of Fire. Dirección de Audrey Healy, producción de Cromwell Productions, distribución de History Channel, 2002, Reino Unido. Mapa de la batalla en minuto 41:00.
- Batalla de Alesia (video). Web Arte Historia. Publicado el 10 de noviembre de 2008.
- The Battle of Alesia (52 B.C.E.). Video de YouTube que relata la campaña contra los suevos (en inglés). Canal Historia Civilis. Publicado el 24 de abril de 2015.
- Tragic Moments in History - The Abandoned Citizens of Alesia. Video de YouTube que relata la suerte de los civiles atrapados en tierra de nadie (en inglés). Canal Invicta. Publicado el 3 de julio de 2017.
- Capítulo 2: Sitios y asedios legendarios. Podcast HistoCast. Publicado el 24 de junio de 2016. Relato sobre el asedio entre minutos 04:00 y 33:00.

- Datos: Q131386
- Multimedia: Battle of Alesia / Q131386